# TH Unia Oświęcim
Le TH Unia Oświęcim est un club de hockey sur glace de Oświęcim dans la voïvodie de Petite-Pologne en Pologne. Il évolue dans le Championnat de Pologne de hockey sur glace.

## Historique

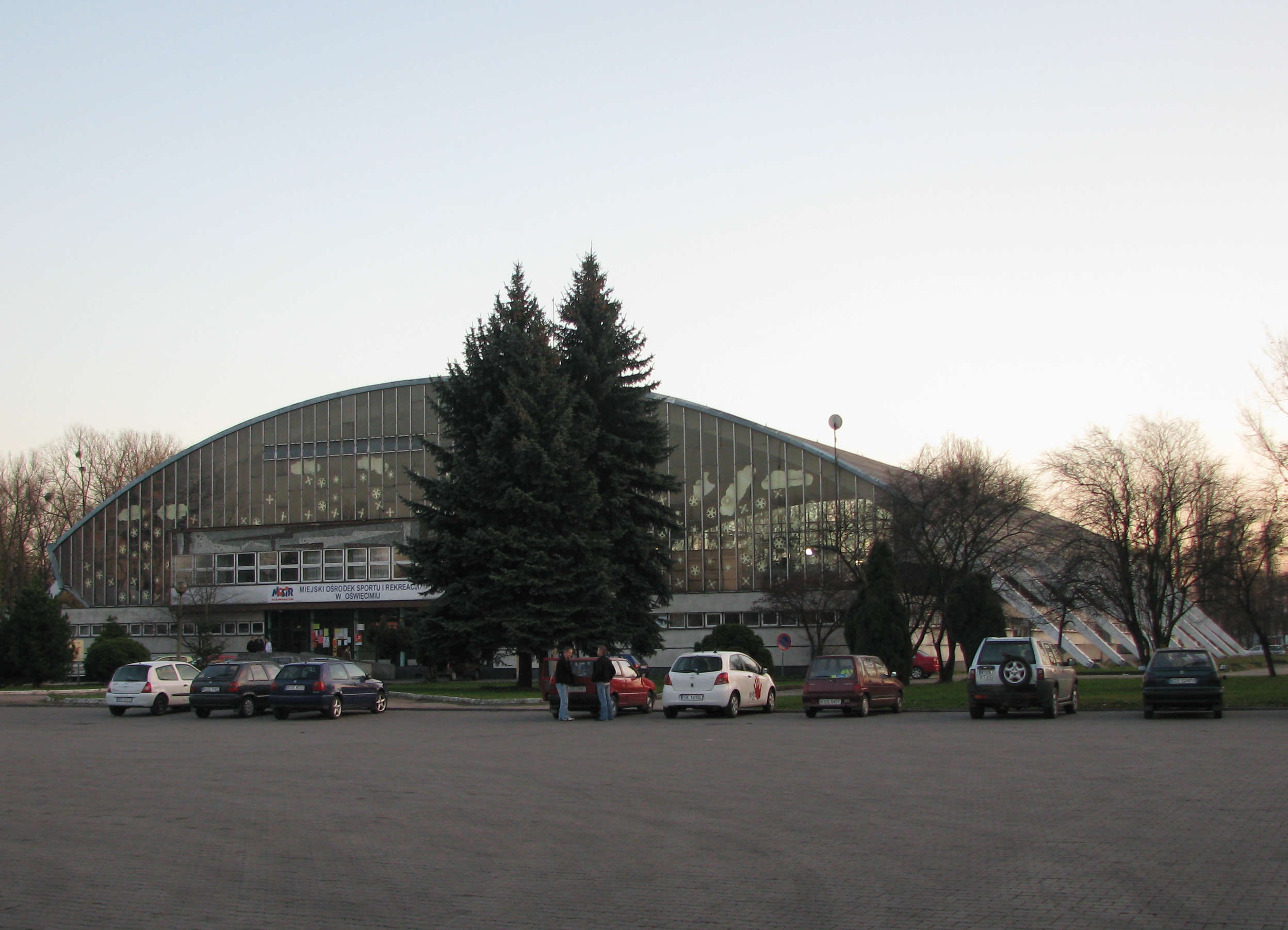
Hala Lodowa MOSiR.

Le club est fondé en 1946 sous le nom de Dwory S.A. Unia Oświęcim. En 2007, il est renommé TH Unia Oświęcim.
- KS Unia Oświęcim (1958-1999)
- Dwory S.A. Unia Oświęcim (1999-2006)
- TH Unia Oświęcim (2006-2009)
- Aksam Unia Oświęcim (depuis 2009)

## Palmarès
- Vainqueur de l'Ekstraliga[1] : 1992, 1998, 1999, 2000, 2001, 2002, 2003, 2004, 2024.
- Vainqueur de la I Liga : 1986, 1987.
- Vainqueur de la Puchar Polski : 2000, 2003.